# Stazione di Cadera
La stazione di Cadera è una stazione ferroviaria posta sulla ferrovia del Bernina, gestita dalla Ferrovia Retica. È al servizio di Cadera, località di Poschiavo.

## Storia
La stazione entrò in funzione il 5 luglio 1910 insieme alla tratta Ospizio Bernina-Poschiavo della linea del Bernina della Ferrovia Retica.